# Champvans (Alta Saona)
Champvans è un comune francese di 214 abitanti situato nel dipartimento dell'Alta Saona nella regione della Borgogna-Franca Contea.

## Società

### Evoluzione demografica
Abitanti censiti